# Leporinus fasciatus
Leporinus fasciatus (nome comum: aracu-flamengo ou aracu-pinima) é uma espécie de peixe sul-americano de água doce.